# Jessica Pegula

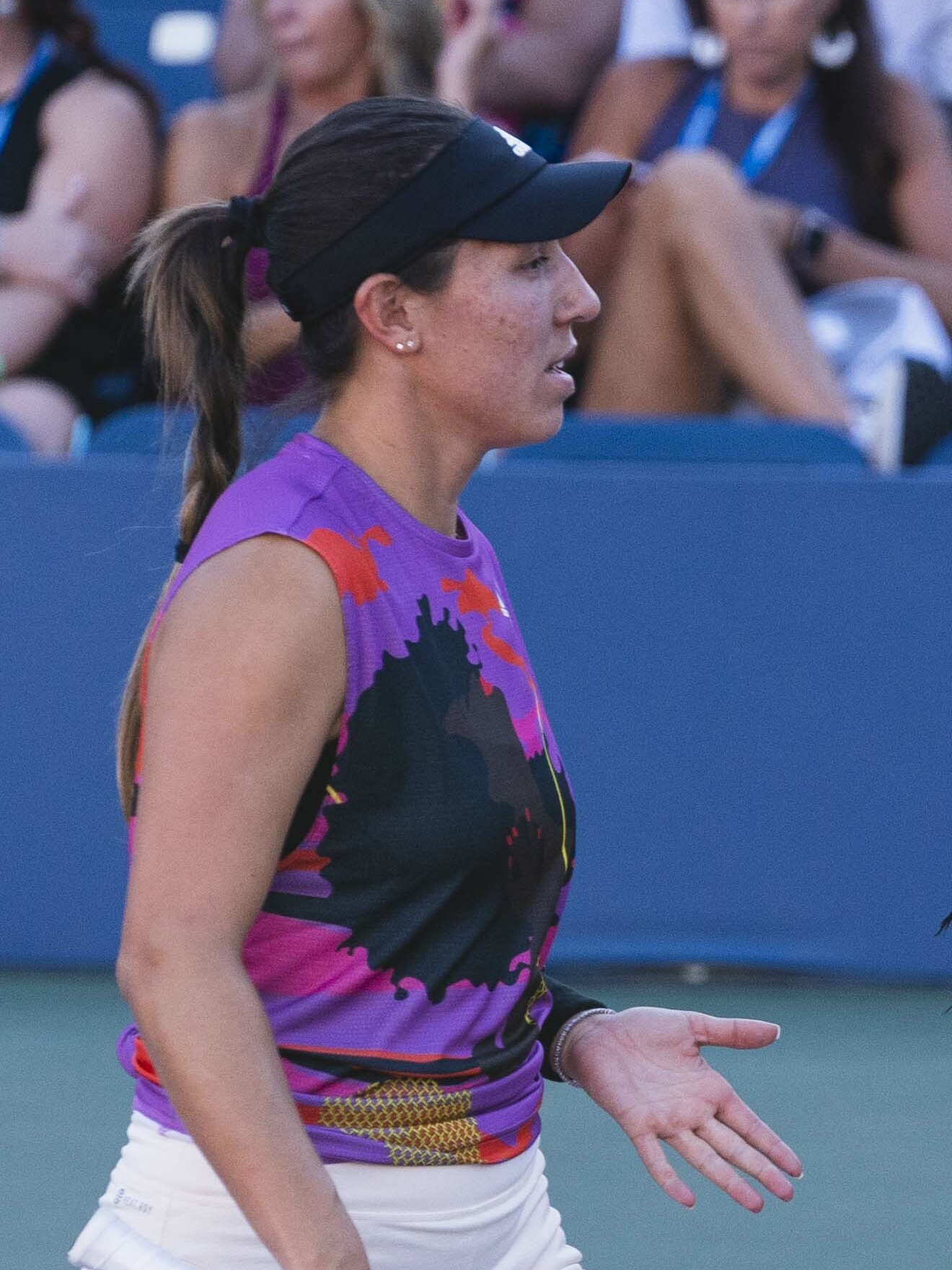
US Open 2022

Jessica Pegula (Buffalo, 24 februari 1994) is een tennisspeelster uit de Verenigde Staten van Amerika. Zij begon op zevenjarige leeftijd met het spelen van tennis, geïnspireerd door haar oudere zus, die tennis speelde aan de universiteit van Pittsburgh. Haar favoriete ondergrond is hardcourt. Zij speelt rechtshandig en heeft een tweehandige backhand. Zij is actief in het internationale tennis sinds 2009.

## Loopbaan
In 2011 kreeg Pegula met Taylor Townsend een wildcard voor het vrouwendubbelspel van het US Open. Zij bereikten de derde ronde.
Tussen 2013 en 2015 was Pegula anderhalf jaar niet actief in het internationale tennis wegens een knieblessure.
In 2015 kwalificeerde zij zich zelfstandig voor het enkelspel van het US Open. Zij bereikte er de tweede ronde door de Belgische Alison Van Uytvanck te verslaan.
Pegula stond in 2018 voor het eerst in een WTA-finale, op het toernooi van Québec – zij verloor van de Française Pauline Parmentier. Twee maanden later won zij met landgenote Maegan Manasse de dubbelspeltitel op het WTA-toernooi van Houston.
Van januari tot augustus 2017 speelde zij niet wegens een heupoperatie.
In 2019 bereikte Pegula, samen met Desirae Krawczyk, de derde ronde in het dubbelspel van Roland Garros. Later dat jaar won zij haar eerste enkelspeltitel, op het WTA-toernooi van Washington – in de finale versloeg zij de Italiaanse Camila Giorgi.
Op het WTA-toernooi van Auckland 2020 bereikte Pegula de enkelspelfinale, waar niemand minder dan Serena Williams nodig was om haar de zege te onthouden. Aansluitend gaf zij voor het eerst acte de présence op het Australian Open, zowel in het enkel- als het dubbelspel. In de herfst van dat jaar bereikte zij op het dubbelspel van Roland Garros de kwartfinale, samen met landgenote Asia Muhammad.
In 2021 speelde Pegula op het Australian Open – door onder meer Viktoryja Azarenka (12) en Elina Svitolina (5) te verslaan, bereikte zij nu ook in het enkelspel de kwartfinale. Door dit resultaat kwam zij binnen in de top 50 van de wereldranglijst in het enkelspel. In juli nam zij deel aan de Olympische Spelen in Tokio, in het dubbelspel aan de zijde van Bethanie Mattek-Sands – zij bereikten de kwartfinale, waarin zij werden uitgeschakeld door het Braziliaanse duo Laura Pigossi en Luisa Stefani. In augustus kwam zij ook in het dubbelspel de top 50 binnen. Op het gemengd dubbelspel van het US Open, waaraan zij samen met haar landgenoot Austin Krajicek deelnam, bereikte zij de halve finale – daarin verloren zij van de latere winnaars Desirae Krawczyk en Joe Salisbury. Op 1 november maakte zij nipt haar entree in de top 20 van het enkelspel.
Op Roland Garros 2022 had Pegula succes in zowel enkel- als dubbelspel. In het enkelspel bereikte zij de kwartfinale – hiermee kwam zij binnen in de mondiale top tien. In het dubbelspel bereikte zij, samen met landgenote Cori Gauff, de finale – daardoor steeg zij naar de top 15 van het dubbelspel. Met de Nieuw-Zeelandse Erin Routliffe won zij haar vierde WTA-titel op het toernooi van Washington. Terug met Gauff won Pegula de dubbelspeltitel op het WTA 1000-toernooi van Toronto – daarmee maakte zij haar entree tot de mondiale top tien van het dubbelspel. Op het enkelspel van het US Open bereikte zij de kwartfinale – daarmee steeg zij naar plek 5 op de wereldranglijst. Haar zesde dubbelspeltitel won Pegula, nogmaals met Gauff, op het WTA-toernooi van San Diego – hiermee steeg zij naar de derde plaats op de dubbelspelranglijst. In Guadalajara won zij haar eerste WTA 1000-titel – hiermee steeg zij ook in het enkelspel naar de derde plaats.
In 2023 won zij met Gauff het WTA 500-toernooi van Doha en het WTA 1000-toernooi van Miami. In het enkelspel won zij het WTA 1000-toernooi van Montréal. In september klom zij, ex aequo met Gauff, naar de eerste plaats van de wereldranglijst in het dubbelspel. In oktober won zij haar vierde WTA-titel in het enkelspel, in Seoel. Op het eindejaarstoernooi bereikte zij de enkelspelfinale, die zij verloor van de Poolse Iga Świątek.
Nadat zij het gravelseizoen van 2024 had gemist door een blessure, won Pegula in juni het WTA 500-toernooi van Berlijn. In de finale van dit grastoernooi versloeg zij Anna Kalinskaja, haar eerste titel buiten het hardcourt. In augustus verlengde zij haar WTA 1000-titel op het toernooi van Toronto, ten koste van haar landgenote Amanda Anisimova. In september bereikte zij haar eerste grandslamfinale, op het US Open – zij verloor de eindstrijd van Aryna Sabalenka.
In maart 2025 won Pegula haar zevende WTA-titel in Austin – in de finale versloeg zij landgenote McCartney Kessler. Een maand later volgde de achtste, op het WTA 500-toernooi van Charleston waar zij zegevierde over haar landgenote Sofia Kenin. In juni won zij haar negende titel, op het WTA 500-toernooi van Bad Homburg – in de finale versloeg zij de Poolse Iga Świątek.

### Tennis in teamverband
In de periode 2019–2024 maakte Pegula deel uit van het Amerikaanse Fed Cup-team – zij vergaarde daar een winst/verlies-balans van 6–2.

## Persoonlijk
Pegula is de dochter van het steenrijke echtpaar Terry en Kim Pegula, Haar vader Terry is eigenaar van Pegula Sports & Entertainment, met een vermogen van vier miljard dollar. Haar moeder Kim was de eigenaar en CEO van Buffalo Bills en Buffalo Sabres, maar kon die taken niet meer vervullen na een hartstilstand in juni 2022.

## Posities op deWTA-ranglijst
Positie per einde seizoen:
| jaar | rang enkelspel | rang dubbelspel |
| ---- | -------------- | --------------- |
| 2009 | 922            | –               |
| 2010 | 855            | –               |
| 2011 | 288            | 162             |
| 2012 | 147            | 114             |
| 2013 | 206            | 154             |
| 2014 | 775            | 907             |
| 2015 | 151            | 350             |
| 2016 | 165            | 189             |
| 2017 | 632            | 318             |
| 2018 | 125            | 148             |
| 2019 | 76             | 120             |
| 2020 | 62             | 87              |
| 2021 | 18             | 50              |
| 2022 | 3              | 6               |
| 2023 | 5              | 3               |
| 2024 | 7              | 48              |

## Palmares
| Legenda                 |
| ----------------------- |
| Grandslamtoernooi       |
| Olympische Spelen       |
| Year-End Championships  |
| Premier Mandatory       |
| Premier Five / WTA 1000 |
| Premier / WTA 500       |
| International / WTA 250 |
| Challenger / WTA 125    |

### Overwinningen op een regerend nummer 1
Pegula heeft tot op heden viermaal een partij tegen een op dat ogenblik heersend leider van de wereldranglijst gewonnen (peildatum 5 september 2023):
| nr. | datum      | toernooi     | ronde        | tegenstandster  | score         |         |
| --- | ---------- | ------------ | ------------ | --------------- | ------------- | ------- |
| 1.  | 2023-01-06 | United Cup   | halve finale | Iga Świątek     | 6-2, 6-2      | details |
| 2.  | 2023-08-12 | WTA Montréal | halve finale | Iga Świątek     | 6-2, 6-7, 6-4 | details |
| 3.  | 2023-10-31 | WTA Finals   | groepsfase   | Aryna Sabalenka | 6-4, 6-3      | details |
| 4.  | 2024-09-04 | US Open      | kwartfinale  | Iga Świątek     | 6-2, 6-4      | details |

### WTA-finaleplaatsen enkelspel
| nr.              | finale     | toernooi          | ondergrond | tegenstandster        | score         |         |
| ---------------- | ---------- | ----------------- | ---------- | --------------------- | ------------- | ------- |
| gewonnen finales |            |                   |            |                       |               |         |
| 1.               | 2019-08-04 | WTA Washington    | hardcourt  | Camila Giorgi         | 6-2, 6-2      | details |
| 2.               | 2022-10-23 | WTA Guadalajara   | hardcourt  | Maria Sakkari         | 6-2, 6-3      | details |
| 3.               | 2023-08-13 | WTA Montréal      | hardcourt  | Ljoedmila Samsonova   | 6-1, 6-0      | details |
| 4.               | 2023-10-15 | WTA Seoel         | hardcourt  | Yuan Yue              | 6-2, 6-3      | details |
| 5.               | 2024-06-23 | WTA Berlijn       | gras       | Anna Kalinskaja       | 6-7, 6-4, 7-6 | details |
| 6.               | 2024-08-12 | WTA Toronto       | hardcourt  | Amanda Anisimova      | 6-3, 2-6, 6-1 | details |
| 7.               | 2025-03-02 | WTA Austin        | hardcourt  | McCartney Kessler     | 7-5, 6-2      | details |
| 8.               | 2025-04-06 | WTA Charleston    | gravel     | Sofia Kenin           | 6-3, 7-5      | details |
| 9.               | 2025-06-28 | WTA Bad Homburg   | gras       | Iga Świątek           | 6-4, 7-5      | details |
| verloren finales |            |                   |            |                       |               |         |
| 01.              | 2018-09-16 | WTA Québec        | tapijt (i) | Pauline Parmentier    | 5-7, 2-6      | details |
| 02.              | 2019-01-27 | WTA Newport Beach | hardcourt  | Bianca Andreescu      | 6-0, 4-6, 2-6 | details |
| 03.              | 2020-01-12 | WTA Auckland      | hardcourt  | Serena Williams       | 3-6, 4-6      | details |
| 04.              | 2022-05-07 | WTA Madrid        | gravel     | Ons Jabeur            | 5-7, 6-0, 2-6 | details |
| 05.              | 2023-02-18 | WTA Doha          | hardcourt  | Iga Świątek           | 3-6, 0-6      | details |
| 06.              | 2023-10-01 | WTA Tokio         | hardcourt  | Veronika Koedermetova | 5-7, 1-6      | details |
| 07.              | 2023-11-06 | WTA Finals        | hardcourt  | Iga Świątek           | 1-6, 0-6      | details |
| 08.              | 2024-08-19 | WTA Cincinnati    | hardcourt  | Aryna Sabalenka       | 3-6, 5-7      | details |
| 09.              | 2024-09-07 | US Open           | hardcourt  | Aryna Sabalenka       | 5-7, 5-7      | details |
| 10.              | 2025-01-11 | WTA Adelaide      | hardcourt  | Madison Keys          | 3-6, 6-4, 1-6 | details |
| 11.              | 2025-03-29 | WTA Miami         | hardcourt  | Aryna Sabalenka       | 5-7, 2-6      | details |

### WTA-finaleplaatsen vrouwendubbelspel
| nr.              | finale     | toernooi              | ondergrond | partner          | tegenstandsters                        | score             |         |
| ---------------- | ---------- | --------------------- | ---------- | ---------------- | -------------------------------------- | ----------------- | ------- |
| gewonnen finales |            |                       |            |                  |                                        |                   |         |
| 1.               | 2018-11-17 | WTA Houston           | hardcourt  | Maegan Manasse   | Desirae Krawczyk Giuliana Olmos        | 1-6, 6-4, [10-8]  | details |
| 2.               | 2022-01-09 | WTA Melbourne         | hardcourt  | Asia Muhammad    | Jasmine Paolini Sara Errani            | 6-3, 6-1          | details |
| 3.               | 2022-02-25 | WTA Doha              | hardcourt  | Cori Gauff       | Veronika Koedermetova Elise Mertens    | 3-6, 7-5, [10-5]  | details |
| 4.               | 2022-08-06 | WTA Washington        | hardcourt  | Erin Routliffe   | Anna Kalinskaja Caty McNally           | 6-3, 5-7, [12-10] | details |
| 5.               | 2022-08-14 | WTA Toronto           | hardcourt  | Cori Gauff       | Nicole Melichar-Martinez Ellen Perez   | 6-4, 6-7, [10-5]  | details |
| 6.               | 2022-10-16 | WTA San Diego         | hardcourt  | Cori Gauff       | Gabriela Dabrowski Giuliana Olmos      | 1-6, 7-5, [10-4]  | details |
| 7.               | 2023-02-17 | WTA Doha              | hardcourt  | Cori Gauff       | Ljoedmyla Kitsjenok Jeļena Ostapenko   | 6-4, 2-6, [10-7]  | details |
| 8.               | 2023-04-02 | WTA Miami             | hardcourt  | Cori Gauff       | Leylah Fernandez Taylor Townsend       | 7-6, 6-2          | details |
| verloren finales |            |                       |            |                  |                                        |                   |         |
| 1.               | 2020-03-07 | WTA Indian Wells 125K | hardcourt  | Caty McNally     | Asia Muhammad Taylor Townsend          | 4-6, 4-6          | details |
| 2.               | 2022-06-05 | Roland Garros         | gravel     | Cori Gauff       | Caroline Garcia Kristina Mladenovic    | 6-2, 3-6, 2-6     | details |
| 3.               | 2023-05-07 | WTA Madrid            | gravel     | Cori Gauff       | Viktoryja Azarenka Beatriz Haddad Maia | 1-6, 4-6          | details |
| 4.               | 2023-05-20 | WTA Rome              | gravel     | Cori Gauff       | Storm Hunter Elise Mertens             | 4-6, 4-6          | details |
| 5.               | 2024-03-03 | WTA San Diego         | hardcourt  | Desirae Krawczyk | Nicole Melichar-Martinez Ellen Perez   | 1-6, 2-6          | details |
| 6.               | 2024-10-13 | WTA Wuhan             | hardcourt  | Asia Muhammad    | Anna Danilina Irina Chromatsjova       | 3-6, 6-7          | details |

### Finaleplaatsen gemengd dubbelspel
| nr.              | finale     | toernooi | ondergrond | partner         | tegenstanders                  | score    |         |
| ---------------- | ---------- | -------- | ---------- | --------------- | ------------------------------ | -------- | ------- |
| gewonnen finales |            |          |            |                 |                                |          |         |
| geen             |            |          |            |                 |                                |          |         |
| verloren finales |            |          |            |                 |                                |          |         |
| 1.               | 2023-09-09 | US Open  | hardcourt  | Austin Krajicek | Anna Danilina Harri Heliövaara | 3-6, 4-6 | details |

## Resultaten grandslamtoernooien
| Legenda | Legenda                          |
| ------- | -------------------------------- |
| g.t.    | geen toernooi gehouden           |
| l.c.    | lagere categorie                 |
| –       | niet deelgenomen                 |
| G       | uitgeschakeld in de groepsfase   |
| 1R      | uitgeschakeld in de eerste ronde |
| 2R      | uitgeschakeld in de tweede ronde |
| 3R      | uitgeschakeld in de derde ronde  |
| 4R      | uitgeschakeld in de vierde ronde |
| KF      | uitgeschakeld in de kwartfinale  |
| HF      | uitgeschakeld in de halve finale |
| F       | de finale verloren               |
| W       | het toernooi gewonnen            |
| w-v     | winst/verlies-balans             |

### Enkelspel
| toernooi        | 2015 | 2016 |    | 2019 | 2020 | 2021 | 2022 | 2023 | 2024 | 2025 |
| --------------- | ---- | ---- | -- | ---- | ---- | ---- | ---- | ---- | ---- | ---- |
| Australian Open | –    | –    | –  | 1R   | KF   | KF   | KF   | 2R   | 3R   |      |
| Roland Garros   | –    | –    | 1R | 1R   | 3R   | KF   | 3R   | –    | 4R   |      |
| Wimbledon       | –    | –    | 1R | g.t. | 2R   | 3R   | KF   | 2R   | 1R   |      |
| US Open         | 2R   | 1R   | 1R | 3R   | 3R   | KF   | 4R   | F    |      |      |

### Vrouwendubbelspel
| Australian Open | –  | –  | –  | –  | –  | 2R   | 1R | 2R | HF | –  |
| Roland Garros   | –  | –  | –  | –  | 3R | KF   | 2R | F  | HF | –  |
| Wimbledon       | –  | –  | –  | –  | 1R | g.t. | 3R | –  | 3R | KF |
| US Open         | 3R | 2R | 1R | 1R | 1R | 2R   | 1R | 1R | KF | –  |

### Gemengd dubbelspel
| toernooi        | 2021 | 2022 | 2023 |
| --------------- | ---- | ---- | ---- |
| Australian Open | –    | 1R   | 1R   |
| Roland Garros   | –    | 1R   | 1R   |
| Wimbledon       | 1R   | –    | –    |
| US Open         | HF   | 2R   | F    |